# 塞瓦斯托波爾市長
塞瓦斯托波爾市長（俄语：Губернатор Севастополя）是塞瓦斯托波爾市政治系統行政部門的負責人。負責市長辦公室管理所有城市服務、公共財產、警察和消防、大多數公共機構，並在塞瓦斯托波爾執行所有城市和州法律。
俄語意為總督、省長或州長，市長的俄語應為。但在中文界通常將該市的長官翻譯為「塞瓦斯托波爾市長」。

## 歷史
在烏克蘭統治時期，該市的首腦稱「塞瓦斯托波爾市政府主席」（烏克蘭語：голова Севастопольської міськдержадміністрації）。

## 歷任塞瓦斯托波爾市長

### 俄佔時期（2014年—）
| # | #  | 肖像 | 名字                  | 名字     | 任期          | 任期          | 政黨       |
|   |    | 肖像 | 譯名                  | 俄語原文 | 就職          | 離職          | 政黨       |
| - | -- | ---- | --------------------- | -------- | ------------- | ------------- | ---------- |
|   | 代 |      | 阿列克谢·恰雷         |          | 2014年3月21日 | 2014年4月14日 | 無黨籍     |
|   | 代 |      | 谢尔盖·梅尼亚伊洛     |          | 2014年4月14日 | 2014年10月9日 | 無黨籍     |
|   | 1  |      | 谢尔盖·梅尼亚伊洛     |          | 2014年10月9日 | 2016年7月28日 | 無黨籍     |
|   | 代 |      | 德米特里·奥夫相尼科夫 |          | 2016年7月28日 | 2017年9月18日 | 統一俄羅斯 |
|   | 2  |      | 德米特里·奥夫相尼科夫 |          | 2017年9月18日 | 2019年7月11日 | 統一俄羅斯 |
|   | 代 |      | 米哈伊尔·拉兹沃扎耶夫 |          | 2019年7月11日 | 2020年10月2日 | 統一俄羅斯 |
|   | 3  |      | 米哈伊尔·拉兹沃扎耶夫 |          | 2020年10月2日 | 現任          | 統一俄羅斯 |